# Parker (personnage littéraire)
Pour les articles homonymes, voir Parker.
Parker est un personnage de fiction créé par Donald E. Westlake qui apparaît dans ses romans signés sous le pseudonyme de Richard Stark. Westlake a choisi ce pseudonyme en hommage à Richard Widmark, « un acteur magnifique, fantastique dans des rôles menaçants ». Son intention, en écrivant la première aventure de Parker, était de supprimer totalement toute émotion. 
À la fin de ce premier roman, Parker se faisait arrêter par la police. L'éditeur demanda cependant à Westlake s'il n'y avait pas un moyen pour que Parker puisse s'échapper. Son intention était de publier deux ou trois livres par an avec ce personnage. Westlake accepta sans difficulté, considérant que Parker était « plutôt meilleur » que la police.

## Description du personnage
Parker est la quintessence du voleur professionnel. Son prénom n'est jamais mentionné dans les romans dans lesquels il apparaît et nombre de détails le concernant restent dans l'ombre. Caractéristiques principales : son caractère taciturne et son habitude d'attendre les gens assis sur un sofa dans une pièce sombre. Parker est effrayant, non seulement parce qu'il est froid, méthodique et efficace, mais aussi parce que Westlake a réussi à le rendre très crédible. Parker ne s'engage pas dans des tours de force spectaculaires, ce qui le rendrait irréel, mais agit de manière réaliste, en prenant la route la plus directe dans ses actions.
Le premier roman de la série Parker est Comme une fleur (The Hunter adapté deux fois au cinéma Le Point de non-retour et Payback), dans lequel il poursuit son ex-partenaire et son ex-femme, qui l'ont trahi lors d'un hold-up et laissé pour mort. Après un court séjour à l'ombre, il les retrouve et les élimine puis s'attaque à l'Organisation, à qui son partenaire a remis sa part du butin pour rembourser une dette.
Après cette première aventure, il met sur pied avec des complices choisis, ou de circonstance, des cambriolages et des vols à main armée, comme le casse d'une ville entière dans En coupe réglée ou d'une base de l'Air Force dans Le Divan indiscret. Il est connu dans le milieu des voleurs pour préparer méthodiquement ses coups. Mais ses plans sont régulièrement perturbés par l'incompétence ou par la cupidité d'un de ses partenaires. Ce schéma conduit généralement à un dénouement sanglant.
Jean-Patrick Manchette a montré comment ce schéma pouvait être décomposé en « figures imposées » : le premier plan d'action n'est pas bon, Parker en impose un autre. Il s'impose lui-même comme leader, généralement sans enthousiasme mais parce qu'il a besoin d'argent. Quelques traits de caractère définissent l'équipe d'exécutants. Le financement, la préparation du matériel et la logistique constituent d'autres séquences.
Parker s'entoure de comparses pour exécuter ses vols. Certains d'entre eux sont récurrents. Le plus proche d'entre eux est un acteur nommé Alan Grofield, que Richard Stark fait vivre par ailleurs dans quatre romans où Parker n'apparaît pas. John Sheer, Handy McKay, Ed et Brenda Mackey apparaissent dans plusieurs épisodes. Dans Travail aux pièces, le neuvième roman de la série, Parker rencontre Claire Carroll qui devient sa compagne et avec laquelle il vit pendant les périodes où il n'est pas absorbé par la préparation ou l'exécution de ses vols. Claire ne souhaite pas être mêlée aux activités illicites de son compagnon, mais elle se trouve de temps à autre impliquée contre sa volonté dans des épisodes de violence. Le couple vit une grande partie de l'année dans une maison au bord d'un lac du New Jersey, mais passe l'été à Miami.
Parker a été représenté de nombreuses fois au cinéma : Lee Marvin (Walker dans Point Blank - Le Point de non-retour), Jim Brown (McClain dans The Split - Le crime c'est notre business), Michel Constantin (Georges dans Mise à sac), Robert Duvall (Earl Macklin dans The Outfit - Échec à l'organisation), Peter Coyote (Stone dans Slayground), Mel Gibson (Porter dans Payback) et Jason Statham sous son propre nom dans Parker.
L'interprétation de Lee Marvin dans Le point de non retour (Point Blank) impressionna Westlake au point qu'elle influença la description de Parker dans ses romans ultérieurs.
Entre 1962 et 1974, Donald Westlake publie seize romans mettant en scène Parker. Vingt-quatre ans plus tard, Parker fait sa réapparition pour dix romans supplémentaires.

## Romans
- Comme une fleur (The Hunter, 1962)
- Peau neuve (Parker fait peau neuve)	(The Man With the Getaway Face, 1963)
- La Clique (Parker part en croisade) (The Outfit, 1963)
- Pour l'amour de l'or (The Mourner, 1963)
- En coupe réglée (Parker fait main basse) (The Score, 1964)
- Rien dans le coffre (The Jugger, 1965)
- Le Septième (The Seventh, 1966)
- Sous pression (Parker rafle la mise) (The Handle, 1966)
- Travail aux pièces (The Rare Coin Score, 1967)
- Le Divan indiscret (Parker reprend son vol) (The Green Eagle Score, 1967)
- Blanc-bleu noir (The Black Ice Score, 1968)
- Un petit coup de vinaigre (The Sour Lemon Score, 1969)
- Le Défoncé (Parker sonne l'hallali) (Deadly Edge, 1971)
- Planque à Luna-Park (Slayground, 1971)
- Portraits gratis (Plunder Squad, 1972)
- Signé Parker (Butcher's Moon, 1974)
- Comeback (Comeback, 1998)
- Backflash (Backflash, 1998)
- Flashfire (Flashfire, 2000)
- Firebreak (Firebreak, 2001)
- Breakout (Breakout, 2008)
- À bout de course ! (Nobody Runs forever!, 2009)
- Demandez au perroquet (Ask the Parrot, 2012)
- Argent sale (Dirty Money, 2013)

## Films
- 1966 : Made in USA de Jean-Luc Godard

Basé de manière non officielle sur le roman The Jugger. Anna Karina y incarne une version féminine de Parker. Westlake n'aime apparemment pas le film. Le producteur Georges de Beauregard n'ayant payé qu'une partie des droits, Westlake obtint par la voie judiciaire les droits d'exploitation aux États-Unis. Cependant comme l'exploitation nécessitait l'accord de Godard et que celui-ci ne le donna jamais, le film n'est jamais sorti officiellement aux États-Unis.
- 1967 : Le Point de non-retour (Point Blank) de John Boorman

Tiré du premier roman de la série Comme une fleur (The Hunter), il met en scène Lee Marvin dans le rôle de Parker sous le nom de Walker. Le film met aussi en scène Angie Dickinson et Keenan Wynn.
- 1967 : Mise à sac d'Alain Cavalier

Film français tiré de En coupe réglée (The Score). Michel Constantin reprend le rôle de Parker sous le nom de Georges. Daniel Ivernel, Franco Interlenghi, Paul Le Person et Irène Tunc font partie de la distribution. Claude Sautet a contribué au scénario.
- 1968 : Le crime, c'est notre business (The Split) de Gordon Flemyng

Tiré de Le Septième, il met en scène Jim Brown dans le rôle de Parker sous le nom de McClain. Le film met aussi en scène Gene Hackman, Warren Oates, Donald Sutherland et Ernest Borgnine.
- 1973 : Échec à l'organisation (The Outfit) de John Flynn

Tiré du roman La Clique, il met en scène Robert Duvall dans le rôle de Parker sous le nom de Earl Macklin, ainsi que Robert Ryan et Karen Black.
- 1983 : Slayground de Terry Bradford

Tiré du roman du même nom (Planque à Luna Park), Peter Coyote interprète le rôle de Parker sous le nom de Stone.
- 1999 : Payback de Brian Helgeland

Également adapté de Comme une fleur (The Hunter), Mel Gibson incarne Parker sous le nom de Porter. Le film met aussi en scène Deborah Unger, Kris Kristofferson, John Glover, Lucy Liu et James Coburn.
- 2013 : Parker de Taylor Hackford

Dans cette adaptation de Flashfire, Jason Statham incarne Parker aux côtés de Jennifer Lopez et de Nick Nolte.
- 2025 : Play Dirty de Shane Black

Dans cette troisième adaptation du roman Comme une fleur (The Hunter), Parker est incarné par Mark Wahlberg.

## Bandes dessinées
Le dessinateur Darwyn Cooke a adapté en bande dessinée quatre des romans de Richard Stark. Les recueils originaux sont publiés aux États-Unis par IDW Publishing et les albums français paraissent chez Dargaud.
1. The Hunter, 2009 (Le Chasseur, traduction de Tonino Benacquista, 2010)
2. The Outfit, 2010 (L’Organisation, traduction de Doug Headline, 2011)
3. The Score, 2012 (Le Casse, traduction de Matz, 2013)
4. Slayground, 2014 (Fun Island, traduction de Nicolas Richard, 2014)
5. La Proie, 2025

## Liens
- (en) Site consacré aux romans de Parker
- Dossier Statham, Gibson, Marvin : les visages de Parker - AlloCiné

- Notices d'autorité :   - LCCN
  - Israël
  - WorldCat